# Томсон, Пётр Васильевич
Пётр Васильевич Томсон (4 июля 1947, Иркутск, СССР — 3 мая 2017, Санкт-Петербург, Россия) — советский и российский ученый, специалист в области гидрографии, кандидат технических наук, профессор.

## Образование
Окончил среднюю школу № 17 г. Иркутска. В 1971 году с отличием окончил Арктический факультет ЛВИМУ им. адмирала С. О. Макарова.
В 1979 году защитил диссертацию на соискание ученой степени кандидата технических наук по специальности 05.22.17 «Водные пути сообщения и гидрография», тема: «Исследование и учёт расхождения глубин, полученных при промере со льда и с судна».

## Преподавательская и административная работа в высшей школе
Работал в Государственном университете морского и речного флота им. С. О. Макарова (ранее — ЛВИМУ им. адм. С. О. Макарова, ГМУ им. С. О. Макарова) с 1974 года.
В разные годы занимал должности заместителя секретаря парткома, секретаря парткома, начальника учебного отдела, заместитель начальника факультета повышения квалификации руководящих работников и специалистов Министерства морского флота СССР, начальника заочного факультета, заместителя начальника академии.
На кафедре геодезии прошел путь от старшего преподавателя до профессора.

## Научная работа
Профессор П. В. Томсон является автором научных, научно- и учебно-методических работ по гидрографии и геодезии.

## Основные труды
- Томсон П. В., Макаров Г. В. Системы координат. Методы преобразования координат: Учебное пособие / П. В. Томсон, Г. В. Макаров ; Федеральное агентство морского и речного транспорта, Федеральное государственное бюджетное образовательное учреждение высшего образования «Государственный университет морского и речного флота имени адмирала С. О. Макарова», Институт Морская академия, Арктический факультет, Кафедра геодезии. — Изд. 3-е, испр. — Санкт-Петербург : Изд-во ГУМРФ им. адмирала С. О. Макарова, 2017. — 61 с.
- Томсон П. В. Разработка алгоритма вычисления геодезической широты в функции пространственных геоцентрических координат / П. В. Томсон // Вестник государственного университета морского и речного флота им. адмирала С. О. Макарова. — 2016. — № 2(36). — С. 67—72.
- Томсон П. В. Разработка алгоритма вычисления грубых ошибок измерений / П. В. Томсон // Вестник государственного университета морского и речного флота им. адмирала С. О. Макарова. — 2016. — № 3(37). — С. 88-93.
- Томсон П. В. Разработка алгоритма преобразования плоских прямоугольных координат в проекции Гаусса-Крюгера из зоны в зону / П. В. Томсон, А. В. Титова // Вестник государственного университета морского и речного флота им. адмирала С. О. Макарова. — 2016. — № 5(39). — С. 103—109.
- Томсон П. В. Преобразование геодезических координат к плоским прямоугольным в одной координатной зоне проекции Гаусса-Крюгера для всей территории Российской Федерации / П. В. Томсон // Геодезия, картография, геоинформатика и кадастры. От идеи до внедрения : Сборник материалов Международной научно-практической конференции, Санкт-Петербург, 11—13 ноября 2015 года / Научный редактор О. А. Лазебник. — Санкт-Петербург: Издательство «Политехника», 2015. — С. 303—305.
- Томсон П. В. Определение параметров связи референцной системы МГС-84 (WGS-84) и референцной системы ГСК-2011 / П. В. Томсон // Морское образование: традиции, реалии и перспективы : материалы научно-практической конференции, Санкт-Петербург, 31 марта 2015 года. Том 2. — Санкт-Петербург: Федеральное государственное бюджетное образовательное учреждение высшего образования Государственный университет морского и речного флота им. адмирала С. О. Макарова, 2015. — С. 244—249.
- Томсон П. В. Преобразование геодезических координат к плоским прямоугольным в одной координатной зоне проекции Гаусса-Крюгера для всей территории Российской Федерации / П. В. Томсон // Морское образование: традиции, реалии и перспективы : материалы научно-практической конференции, Санкт-Петербург, 31 марта 2015 года. Том 2. — Санкт-Петербург: Федеральное государственное бюджетное образовательное учреждение высшего образования Государственный университет морского и речного флота им. адмирала С. О. Макарова, 2015. — С. 250—254.
- Дегтева П. В., Томсон П. В. Способ определения параметров связи референцных систем / П. В. Дегтева, П. В. Томсон // Морское образование: традиции, реалии и перспективы : материалы научно-практической конференции, Санкт-Петербург, 31 марта 2015 года. Том 2. — Санкт-Петербург: Федеральное государственное бюджетное образовательное учреждение высшего образования Государственный университет морского и речного флота им. адмирала С. О. Макарова, 2015. — С. 51—55.
- Томсон П. В. Об установлении единых государственных систем координат ГСК-2011, ПЗ-90.11 / П. В. Томсон // Сборник научных трудов профессорско-преподавательского состава Государственного университета морского и речного флота имени адмирала С. О. Макарова, Санкт-Петербург, 10—13 марта 2014 года. — Санкт-Петербург: Федеральное государственное бюджетное образовательное учреждение высшего профессионального образования Государственный университет морского и речного флота им. адмирала С. О. Макарова, 2014. — С. 138—140.
- Томсон П. В. Системы координат. Методы преобразования координат : учебное пособие / П. В. Томсон, Г. В. Макаров ; П. В. Томсон, Г. В. Макаров ; Федеральное агентство морского и речного трансп., Федеральное гос. образовательное учреждение высш. проф. образования Гос. морская акад. им. С. О. Макарова, Каф. геодезии. — 2-е изд., испр.. — Санкт-Петербург : Изд-во ГМА им. С. О. Макарова, 2010. — 59 с.
- Томсон П. В. Системы координат. Методы преобразования координат : учеб. пособие / П. В. Томсон, Г. В. Макаров ; П. В. Томсон, Г. В. Макаров ; Федер. агентство мор. и реч. трансп., Федер. гос. образоват. учреждение высш. проф. образования Гос. мор. акад. им. адмирала С. О. Макарова, Каф. геодезии. — СПб. : ГМА им. адм. С. О. Макарова, 2005. — 60 с.
- Томсон П. В. Использование картографических материалов в гидрометеорологической работе : Учебное пособие / П. В. Томсон.— Москва : В/О «Мортехинформреклама», 1984. — 23 с.

## Награды
- Почетный работник высшего профессионального образования;
- Почетный работник морского флота;
- Почетный полярник[5].

## Семья
Брат — Томсон Вадим Васильевич — советский и российский учёный-гидрограф, доктор технических наук, профессор. Также работал в ГМА им. адм. С. О. Макарова.